# 膠済旅客専用線
膠済旅客専用線（こうさいりょかくせんようせん、中文表記: 胶济客运专线、英文表記: Qingdao–Ji'nan High-Speed Railway）は、中華人民共和国山東省青島市の青島駅と済南市の済南駅を結ぶ中国鉄路総公司の高速鉄道路線。運営は膠済鉄路客運専線有限責任公司が行っている。別称は膠済鉄路四線、膠済客線。

## 概要
中華人民共和国の「四縦四横」高速鉄道ネットワーク計画のうち、青太旅客専用線を形成する路線の一つである。山東省青島駅を起点として濰坊市、淄博市を経由して済南駅まで14駅が設置されている。また、連絡線により済南西駅も入線できる。全長361.7km、設計最高速度250km/h、営業最高速度200km/h、全線所要時間2時間30分。2007年1月8日着工、2008年12月21日全線開業。

## 沿革
- 2007年1月8日 - 建設着工。
- 2008年7月20日 - 青島駅-臨淄駅間開通。
- 2008年12月21日 - 臨淄駅-済南駅間が開通し全線開通する。開通初期は最高速度120km/hで運行した[3]。
- 2009年3月1日 - 最高速度160km/hにスピードアップする。河の増水期終了後、最高速度180km/hにスピードアップする。
- 2009年9月20日 - 大明湖駅（元済南東駅）-淄博駅間、臨淄駅間、高密駅間最高速度200km/hにスピードアップする。淄博駅-臨淄駅間、高密駅-膠州北駅間最高速度250km/hにスピードアップする。[4]
- 2010年7月 - 営業最高速度を200km/hへ変更。

## 駅一覧
| 駅名     | 駅名         | 駅名        | 駅間 キロ  | 累計 キロ  | 接続路線・備考                                                                          | 所在地 | 所在地 |
| 日本語   | 簡体字中国語 | 英語        | 駅間 キロ  | 累計 キロ  | 接続路線・備考                                                                          | 所在地 | 所在地 |
| -------- | ------------ | ----------- | ---------- | ---------- | --------------------------------------------------------------------------------------- | ------ | ------ |
| 青島駅   | 青岛站       | Qingdao     | -          | 0.0        | CR■膠済線 QM■1号線、■3号線                                                              | 青島市 | 市南区 |
| 青島北駅 | 青岛北站     | Qingdaobei  | 15.4       | 15.4       | CR■膠済線、■青連線、■青栄都市間鉄道 QM■1号線、■3号線、■8号線                            | 青島市 | 李滄区 |
| 膠州北駅 | 胶州北站     | Jiaozhoubei | 47.6       | 63.0       | CR■膠済高速鉄道 QM■8号線、■14号線（計画中）                                             | 青島市 | 膠州市 |
| 高密駅   | 高密站       | Gaomi       | 25.8       | 88.8       |                                                                                         | 濰坊市 | 高密市 |
| 峡山駅   | 峡山站       | Xiashan     | 27.1       | 115.9      |                                                                                         | 濰坊市 | 昌邑市 |
| 濰坊駅   | 潍坊站       | Weifang     | 45.5       | 161.4      |                                                                                         | 濰坊市 | 濰城区 |
| 昌楽駅   | 昌乐站       | Changle     | 23.6       | 185.0      |                                                                                         | 濰坊市 | 昌楽県 |
| 青州市駅 | 青州市站     | Qingzhoushi | 31.0       | 216.0      |                                                                                         | 濰坊市 | 青州市 |
| 臨淄駅   | 临淄站       | Linzi       | 18.2       | 234.2      |                                                                                         | 淄博市 | 臨淄区 |
| 淄博駅   | 淄博站       | Zibo        | 23.0       | 257.2      |                                                                                         | 淄博市 | 張店区 |
| 周村東駅 | 周村东站     | Zhoucundong | 14.4       | 271.6      |                                                                                         | 淄博市 | 周村区 |
| 章丘駅   | 章丘站       | Zhangqiu    | 42.6       | 314.2      |                                                                                         | 済南市 | 章丘区 |
| 大明湖駅 | 大明湖站     | Daminghu    | 44.0       | 358.2      |                                                                                         | 済南市 | 天橋区 |
| 済南駅   | 济南站       | Jinan       | 3.5        | 361.7      | CR■京滬線、■膠済線 済南軌道交通■6号線（計画中）                                         | 済南市 | 天橋区 |
| 済南西駅 | 济南西站     | Jinanxi     | 連絡線経由 | 連絡線経由 | CR■京滬高速鉄道、■石済旅客専用線 済南軌道交通■1号線、■4号線（計画中）、■6号線（計画中） | 済南市 | 槐蔭区 |